# Kölner BV 07
Der Kölner BV 07 (offiziell: Kölner Ballspielverein 07 e.V.) war ein Sportverein aus Köln. Die erste Fußballmannschaft spielte ein Jahr in der höchsten mittelrheinischen Amateurliga.

## Geschichte
Der Verein wurde im Jahre 1907 gegründet. Im Jahre 1946 qualifizierte sich die Mannschaft für die Rheinbezirksliga, der damals höchsten Amateurliga am Mittelrhein. Die Qualifikation für die neu geschaffene Landesliga Mittelrhein wurde um zwei Punkte verpasst. 1949 musste der BV 07 in die Kreisklasse absteigen und kehrte zwei Jahre später in die Bezirksklasse zurück. Im Jahre 1956 ging es erneut runter in die Kreisklasse. Dieses Mal dauerte es bis 1961, bis die Mannschaft wieder in die Bezirksklasse aufstieg. Über untere Spielklassen kam der Verein nicht mehr hinaus. Der Verein existiert nicht mehr. Das Auflösungsjahr ist unbekannt.